# Чемпионат Северной, Центральной Америки и Карибского бассейна по волейболу среди мужчин 1987
10-й чемпионат Северной, Центральной Америки и Карибского бассейна (NORCECA) по волейболу среди мужчин прошёл с 12 по 19 июня 1987 года в Гаване (Куба) с участием 10 национальных сборных команд. Чемпионский титул в 7-й раз в своей истории выиграла сборная Кубы.

## Команды-участницы
Американские Виргинские острова, Гватемала, Доминиканская Республика, Канада, Куба, Мексика, Никарагуа, Панама, Пуэрто-Рико, США.

## Система проведения чемпионата
10 команд-участниц на предварительном этапе разбиты на две группы. Победители групп напрямую выходят в полуфинал плей-офф. Команды, занявшие в группах 2-е и 3-и места, выходят в четвертьфинал и определяют ещё двух участников полуфинала. Полуфиналисты по системе с выбыванием определяют призёров первенства. Итоговые 5—6-е места разыгрывают проигравшие в 1/4-финала. Итоговые 7—10-е места по системе плей-офф разыгрывают команды, занявшие в группах предварительного этапа 4-е и 5-е места.

## Предварительный этап

### Группа А
| М | Команда                  | 1   | 2   | 3   | 4   | 5   | И | В | П | С/П  | О |
| - | ------------------------ | --- | --- | --- | --- | --- | - | - | - | ---- | - |
| 1 | Куба                     |     | 3:0 | 3:0 | 3:0 | 3:0 | 4 | 4 | 0 | 12:0 | 8 |
| 2 | Доминиканская Республика | 0:3 |     | 3:0 | 3:0 | 3:0 | 4 | 3 | 1 | 9:3  | 7 |
| 3 | Пуэрто-Рико              | 0:3 | 0:3 |     | 3:0 | 3:0 | 4 | 2 | 2 | 6:6  | 6 |
| 4 | Гватемала                | 0:3 | 0:3 | 0:3 |     | 3:2 | 4 | 1 | 3 | 3:11 | 5 |
| 5 | Никарагуа                | 0:3 | 0:3 | 0:3 | 2:3 |     | 4 | 0 | 4 | 2:12 | 4 |

12 июня: Куба — Никарагуа 3:0 (15:0, 15:2, 15:1); Доминиканская Республика — Пуэрто-Рико 3:0 (15:7, 15:11, 15:6).
13 июня: Куба — Гватемала 3:0; Доминиканская Республика — Никарагуа 3:0.
14 июня: Пуэрто-Рико — Никарагуа 3:0 (15:7, 15:8, 15:4); Доминиканская Республика — Гватемала 3:0.
15 июня: Пуэрто-Рико — Гватемала 3:0 (15:5, 15:4, 15:6); Куба — Доминиканская Республика 3:0 (15:5, 15:1, 15:4).
16 июня: Гватемала — Никарагуа 3:2 (15:8, 11:15, 16:14, 7:15, 15:9); Куба — Пуэрто-Рико 3:0 (15:2, 15:2, 15:4).

### Группа В
| М | Команда                         | 1   | 2   | 3   | 4   | 5   | И | В | П | С/П  | О |
| - | ------------------------------- | --- | --- | --- | --- | --- | - | - | - | ---- | - |
| 1 | США                             |     | 3:1 | 3:0 | 3:0 | 3:0 | 4 | 4 | 0 | 12:1 | 8 |
| 2 | Канада                          | 1:3 |     | 3:0 | 3:0 | 3:0 | 4 | 3 | 1 | 10:3 | 7 |
| 3 | Мексика                         | 0:3 | 0:3 |     | 3:0 | 3:0 | 4 | 2 | 2 | 6:6  | 6 |
| 4 | Панама                          | 0:3 | 0:3 | 0:3 |     | 3:1 | 4 | 1 | 3 | 3:10 | 5 |
| 5 | Американские Виргинские острова | 0:3 | 0:3 | 0:3 | 1:3 |     | 4 | 0 | 4 | 1:12 | 4 |

12 июня: США — Американские Виргинские острова 3:0 (15:2, 15:2, 15:5); Канада — Мексика 3:0.
13 июня: Мексика — Американские Виргинские острова 3:0 (15:6, 15:3, 15:4); Канада — Панама 3:0 (15:0, 15:6, 15:5).
14 июня: США — Канада 3:1 (15:6, 15:12, 16:18, 15:7); Мексика — Панама 3:0 (15:9, 15:4, 15:6).
15 июня: США — Панама 3:0 (15:7, 15:7, 15:2); Канада — Американские Виргинские острова 3:0 (15:2, 15:2, 15:3).
16 июня: США — Мексика 3:0 15:2, 15:7, 15:4); Панама — Американские Виргинские острова 3:1 (15:1, 15:7, 10:15, 15:4).

## Плей-офф

### Четвертьфинал
17 июня
Канада — Пуэрто-Рико 3:0 (15:5, 15:10, 15:8)
Доминиканская Республика — Мексика 3:0 (15:11, 15:9, 15:10).

### Полуфинал за 7—10 места
17 июня
Панама — Никарагуа 3:0 (15:7, 17:15, 15:6).
Гватемала — Американские Виргинские острова 3:0 (1511, 15:13, 15:12).

## Матч за 9-е место
18 июня
Никарагуа — Американские Виргинские острова 3:1 (15:7, 8:15, 16:14, 15:4).

## Матч за 7-е место
18 июня
Панама — Гватемала 3:0 (18:16, 15:7, 15:3).

### Матч за 5-е место
18 июня
Мексика — Пуэрто-Рико 3:0 (15:8, 15:13, 15:13).

### Полуфинал
18 июня
США — Доминиканская Республика 3:1 (15:3, 15:1, 15:3).
Куба — Канада 3:0 (15:2, 15:2, 15:11).

### Матч за 3-е место
19 июня
Канада — Доминиканская Республика 3:0 (15:12, 15:3, 15:4).

### Финал
19 июня
Куба — США 3:2 (15:9, 8:15, 12:15, 15:10, 15:2).

## Итоги

### Положение команд
| Куба                                |
| США                                 |
| Канада                              |
| 4. Доминиканская Республика         |
| 5. Мексика                          |
| 6. Пуэрто-Рико                      |
| 7. Панама                           |
| 8. Гватемала                        |
| 9. Никарагуа                        |
| 10. Американские Виргинские острова |